# Genos (Alts Pirineus)
Genos (en francès Génos) és un municipi francès situat al departament dels Alts Pirineus i a la regió d'Occitània. Limita al nord-est amb Armentèula, a l'est amb Lodenvièla, al sud amb Bielsa, a l'oest amb Àdet i al nord-oest amb Adervièla e Pocieures

## Demografia
| 1962                                       | 1968 | 1975 | 1982 | 1990 | 1999 | 2007 |
| ------------------------------------------ | ---- | ---- | ---- | ---- | ---- | ---- |
| 128                                        | 123  | 116  | 168  | 138  | 127  | 151  |
| Des de 1962: població sense dobles comptes |      |      |      |      |      |      |

## Administració
| Període | Identitat      | Partit |
| ------- | -------------- | ------ |
| 2001-   | Olivier Cartan |        |